# Kyōgoku
Kyōgoku (japanska: 京極町?, Kyōgoku-chō) är en landskommun (köping) i Hokkaido prefektur i Japan.    